# Somewhere I Belong
«Somewhere I Belong» (с англ. — «Там, где моё место») — первый сингл американской рок-группы Linkin Park из альбома Meteora. Релиз состоялся 17 марта 2003 года, сам сингл выпускался в двух форматах: CD и Vinyl 10".

## Музыкальное видео
Музыкальное видео было выпущено 1 марта 2003 года. Режиссёр Джо Хан. Была использована компьютерная графика. Клип начинается с того, что Честер скользит по полу по направлению к кровати мимо тумбочки с моделями Gundam’ов (Sazabi, Wing zero, Gundam GP01FB). Он медленно падает на кровать и проваливается вниз в тёмную пучину. Майк читает рэп на фоне водопада. Подсознание Честера оживает. Вся группа играет в выдуманном мире, где разбросаны осколки роботов и бродят слоны с картины на стене(сильно похожих на слонов Сальвадора Дали).

## Список композиций
CD single
| №  | Название                                          | Автор(ы)                                       | Длительность |
| -- | ------------------------------------------------- | ---------------------------------------------- | ------------ |
| 1. | «Somewhere I Belong» (Single Version)             | Linkin Park                                    | 3:33         |
| 2. | «Step Up» (Live Projekt Revolution Tour 2002)     | Майк Шинода, Джозеф Хан, Брэдфорд Филип Делсон | 4:15         |
| 3. | «My December» (Live Projekt Revolution Tour 2002) | Майк Шинода                                    | 4:27         |

10" vinyl
| №  | Название                                      | Автор(ы)                                       | Длительность |
| -- | --------------------------------------------- | ---------------------------------------------- | ------------ |
| 1. | «Somewhere I Belong»                          | Linkin Park                                    | 3:33         |
| 2. | «Step Up» (Live Projekt Revolution Tour 2002) | Майк Шинода, Джозеф Хан, Брэдфорд Филип Делсон | 4:15         |

## Чарты
| Чарт (2003)                           | Высшая позиция |
| ------------------------------------- | -------------- |
| Australia Singles Chart               | 18             |
| Austrian Singles Chart                | 16             |
| Belgium Singles chart                 | 33             |
| Canadian Singles Chart                | 3              |
| Finnish Singles Chart                 | 14             |
| France Singles Chart                  | 32             |
| German Singles Chart                  | 12             |
| Irish Singles Chart                   | 4              |
| Italian Singles Chart                 | 14             |
| Japan Tokyo Hot 100 Chart             | 3              |
| Dutch Singles Chart                   | 16             |
| New Zealand Chart                     | 1              |
| Norwegian Singles Chart               | 12             |
| Swedish Singles Chart                 | 19             |
| Swiss Singles Chart                   | 15             |
| UK Singles Chart                      | 10             |
| U.S. Billboard Hot 100                | 32             |
| U.S. Billboard Mainstream Rock Tracks | 1              |
| U.S. Billboard Modern Rock Tracks     | 1              |

## Дополнительные факты
- В бэкграунде трека «Somewhere I Belong» использован гитарный семпл, перевёрнутый задом наперёд. Семпл представляет собой четыре такта, сыгранные на акустической гитаре двумя риффами.